# Botanischer Garten Erlangen

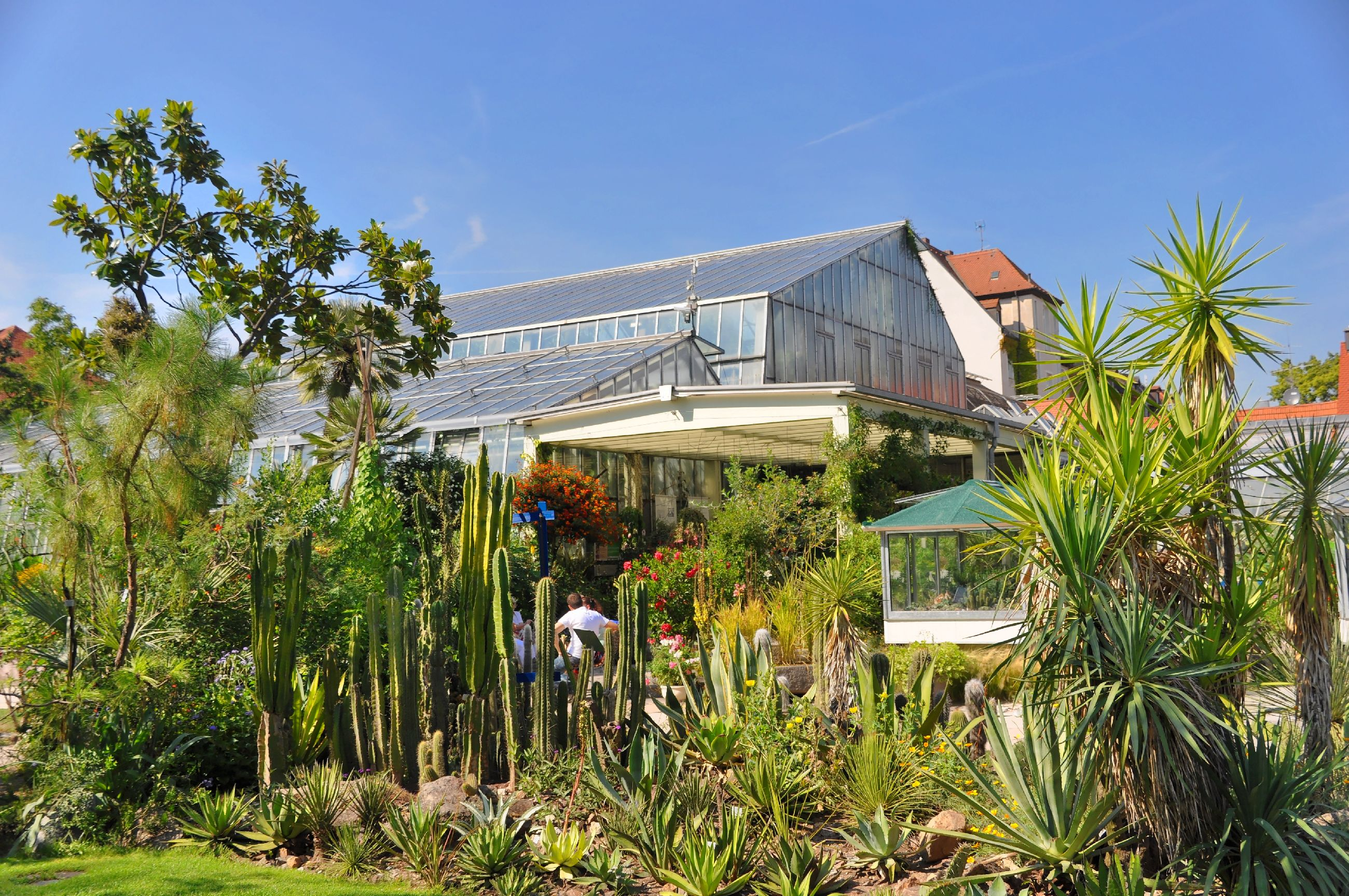
Sommerstandort der Kakteen, dahinter das große Gewächshaus

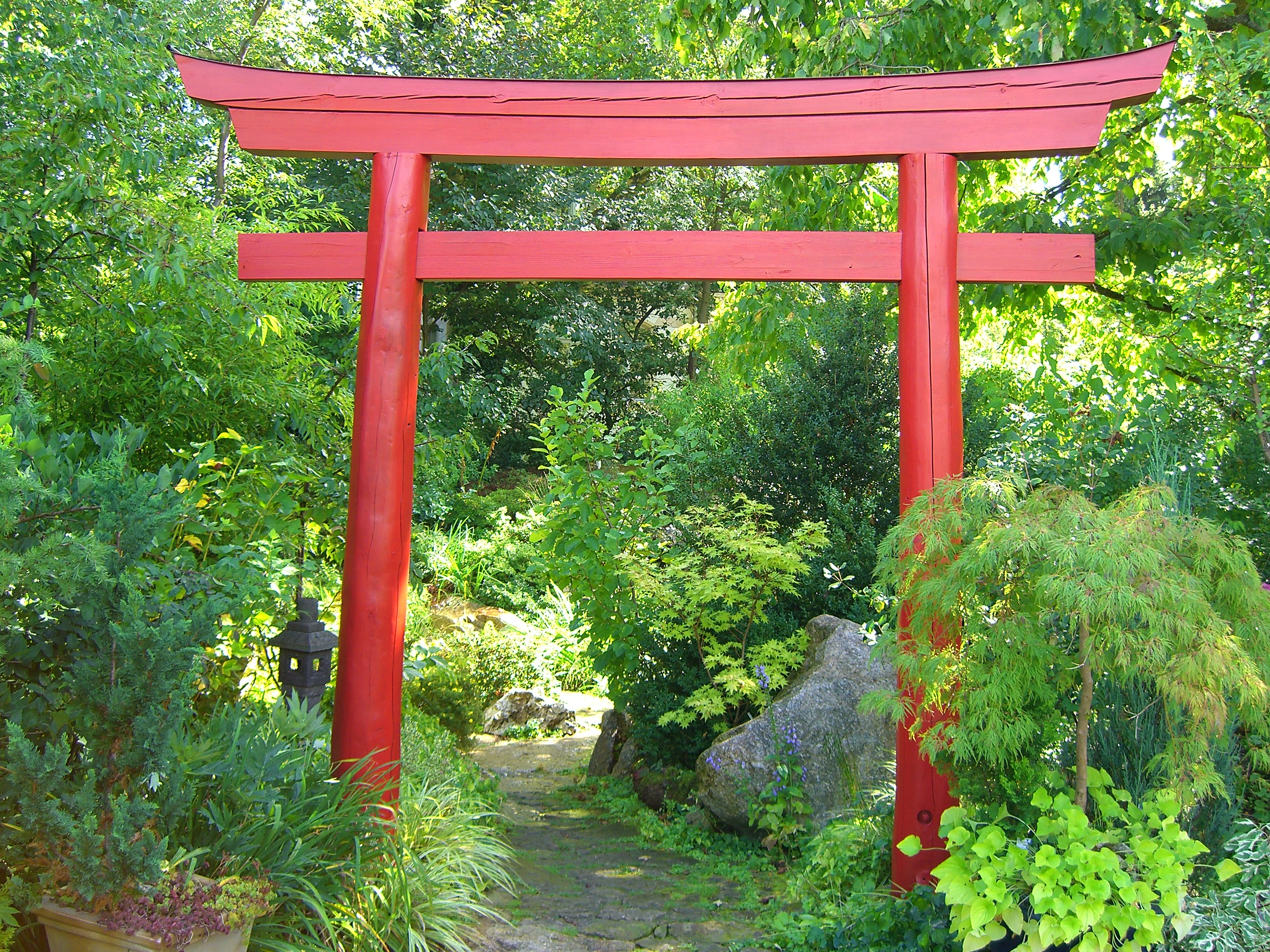
Torii am fernöstlichen Garten

Der Botanische Garten Erlangen ist eine Gartenanlage in Erlangen unmittelbar nördlich des Erlanger Schlossgartens.
Er ist eine Einrichtung der Friedrich-Alexander-Universität Erlangen-Nürnberg.
Auf einer Fläche von zirka zwei Hektar werden dort rund 4000 Arten kultiviert und dem Besucher präsentiert.
In den Gewächshäusern sind Pflanzen aus verschiedenen Vegetationszonen zu sehen, unter anderem Hochgebirgspflanzen mediterraner Gebirge im Alpinenhaus und Pflanzen der makaronesischen Inseln im Kanarenhaus. Zudem gibt es Gewächshäuser für sukkulente Gewächse der Wüsten und Halbwüsten, darunter zahlreiche Kakteen. Im Freiland wurde ein Gewürzgarten mit zum Teil sehr alten Kulturpflanzen angelegt. Eine biologisch-ökologische Anlage stellt die Beziehungen zwischen der Gestalt der Pflanze und ihrer Umwelt heraus. Ausgewählte Pflanzenarten sind nach ihren verwandtschaftlichen Beziehungen angepflanzt und sollen Interessierten das System der Pflanzen näherbringen. Zusätzlich gibt es Anlagen, die die heimischen Vegetationstypen abbilden, wie zum Beispiel eine Frühblüherwiese.
Bei Kindern sind die Wasserbecken mit Fischen, Fröschen und Molchen sehr beliebt.
Im Inneren des Gartens befindet sich auch die nach Adalbert Neischl benannte Neischl-Grotte, eine künstliche Tropfsteinhöhle. Sie wurde bis Mai 2008 saniert und ist wieder saisonal zugänglich.

## Geschichte

### Garten vor dem Nürnberger Tor
Nach der Gründung der Friedrich-Alexander-Universität Erlangen 1743 setzte sich Casimir Christoph Schmidel, der Inhaber des Lehrstuhls für Anatomie und Botanik, für die Anlage eines Botanischen Gartens ein.
Markgraf Christian Friedrich Carl Alexander schenkte der Universität 1770 ein Grundstück am Nordrand des Schlossgartens, auf dem sich heute der Botanische Garten befindet. Die Universität erwarb jedoch im selben Jahr ein Gartengrundstück vor dem Nürnberger Tor und begann dort den Botanischen Garten einzurichten. Zum Direktor wurde der Medizinprofessor Johann Christian von Schreber ernannt. 1771 wurde Adam Rümmelein als Botanischer Gärtner eingestellt, der den Garten bis 1825 leitete. Dieser erste Garten war mit einer Fläche von zwei rheinischen Morgen kleiner als der heutige Botanische Garten. Er war mit einer Mauer eingefasst, hatte einen Brunnen sowie ein 141 Fuß (etwa 42 m) langes Gewächshaus in Fachwerkbauweise. Das Grundstück wurde 1826 verkauft und in den nächsten 100 Jahren von einer Gartenwirtschaft genutzt. Heute ist es vollständig überbaut, es entsprach dem Bereich zwischen der heutigen Nürnberger Straße, Henkestraße, Fahrstraße und Südlicher Stadtmauerstraße.

### Neuanlage im Schlossgarten
Die Verlegung des Botanischen Gartens in den Schlossgarten wurde 1825 genehmigt, im Jahr darauf begannen die Arbeiten zur Neuanlage unter der Leitung von Wilhelm Daniel Joseph Koch. Der eigentliche Botanische Garten belegte einen 300 Meter langen und 60 Meter breiten Streifen auf der Nordseite des Schlossgartens. Daran schloss sich ein kleineres Grundstück an, auf dem einige Gebäude und ein kleines Gewächshaus standen. Insgesamt war der Garten 2,15 Hektar groß. Das langgestreckte Grundstück wurde in zahlreiche quer verlaufende Beete eingeteilt, auf denen man Arzneipflanzen, einjährige oder ausdauernde Pflanzen anbaute. Am Ost- und Westrand befanden sich bereits Baumgruppen, weitere Bäume wurden zunächst nicht gepflanzt.

### Ökonomischer Garten
An der gegenüberliegenden Südseite des Schlossgartens wurde ein ökonomischer Garten mit einer Baumschule angelegt, der ebenfalls öffentlich zugänglich war. Dort wurden unter anderem 1000 Maulbeerbäume großgezogen, deren Verkauf an die Züchter von Seidenraupen zwischen 1829 und 1831 jährlich 200 Gulden einbrachte. Ein Maulbeerbaum aus dieser Zeit steht noch am Eingang des Botanischen Gartens neben der Kinderklinik. In einem Teil des ökonomischen Gartens versuchte man Getreide und Ölsaaten anzubauen, was wegen des nährstoffarmen, trockenen Bodens kaum Ertrag brachte. Der ökonomische Garten wurde daher ab 1840 verpachtet. Die Fläche wurde zum größten Teil zwischen 1884 und 1896 mit Universitätsgebäuden überbaut.

### Umgestaltung im 19. Jahrhundert

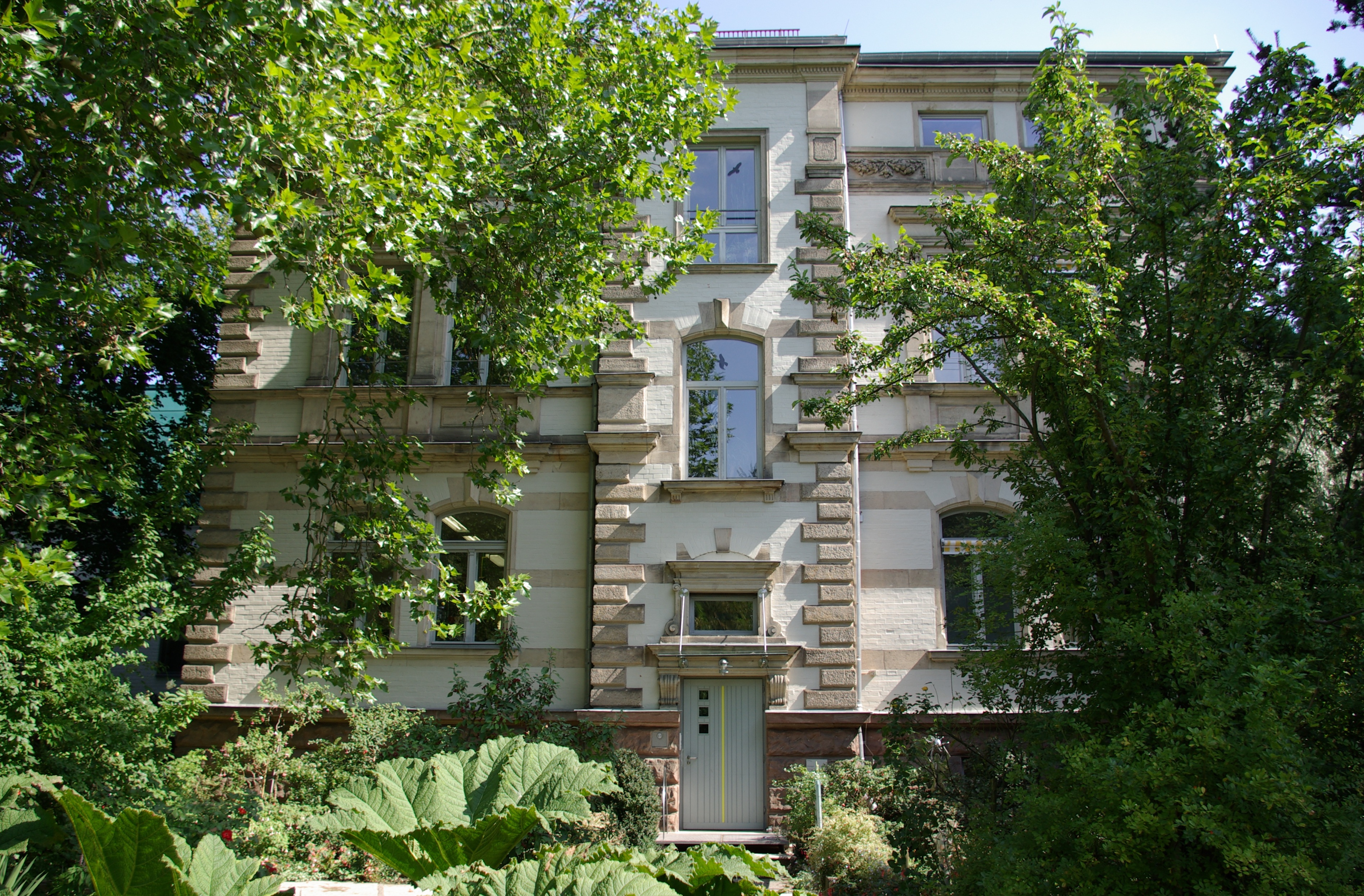
Ehemaliges Botanisches Institut, heute Institut für Virologie

Kochs Nachfolger als Direktor war Adalbert Schnizlein, der den Garten von 1849 bis 1868 leitete. In seiner Zeit hatte der Botanische Garten fünf freistehende Gewächshäuser, die zum Teil mit einer Thermosiphonheizung ausgestattet waren. In den Gewächshäusern waren bereits 1700 Pflanzenarten zu finden, im Freiland etwa 3300 Arten. Um 1850 trennte man den Botanischen Garten vom Schlossgarten durch einen Zaun ab, der 1885 durch einen Metallzaun ersetzt wurde. Schnizleins Nachfolger Gregor Michael Kraus (1869–1872) und Maximilian Ferdinand Franz Rees (1872–1901) gestalteten den Garten um: die Pflanzen wurden zum Beispiel nach pflanzengeographischen oder systematischen Kriterien in Gruppen gepflanzt, zwischen denen die Wege verliefen. Es gab bereits eine Systemanlage, die die Systematik des Pflanzenreichs vermitteln sollte und eine große Sammlung von Arzneipflanzen. Wegen des fehlenden Platzes im Garten begann man, im benachbarten Schlossgarten ein Arboretum anzulegen. Von diesen Bäumen blieben nur wenige erhalten, darunter eine Schwarznuss vor der Orangerie.
Das Botanische Institut war zunächst im ehemaligen Hofgärtnerhaus untergebracht, ein altes Gewächshaus diente als Hörsaal. Im Jahre 1892 wurde der Neubau des Botanischen Instituts fertiggestellt, der mitten im Garten errichtet wurde. Dort waren auch ein Hörsaal und die Lehrsammlungen untergebracht.

### Botanischer Garten im 20. Jahrhundert

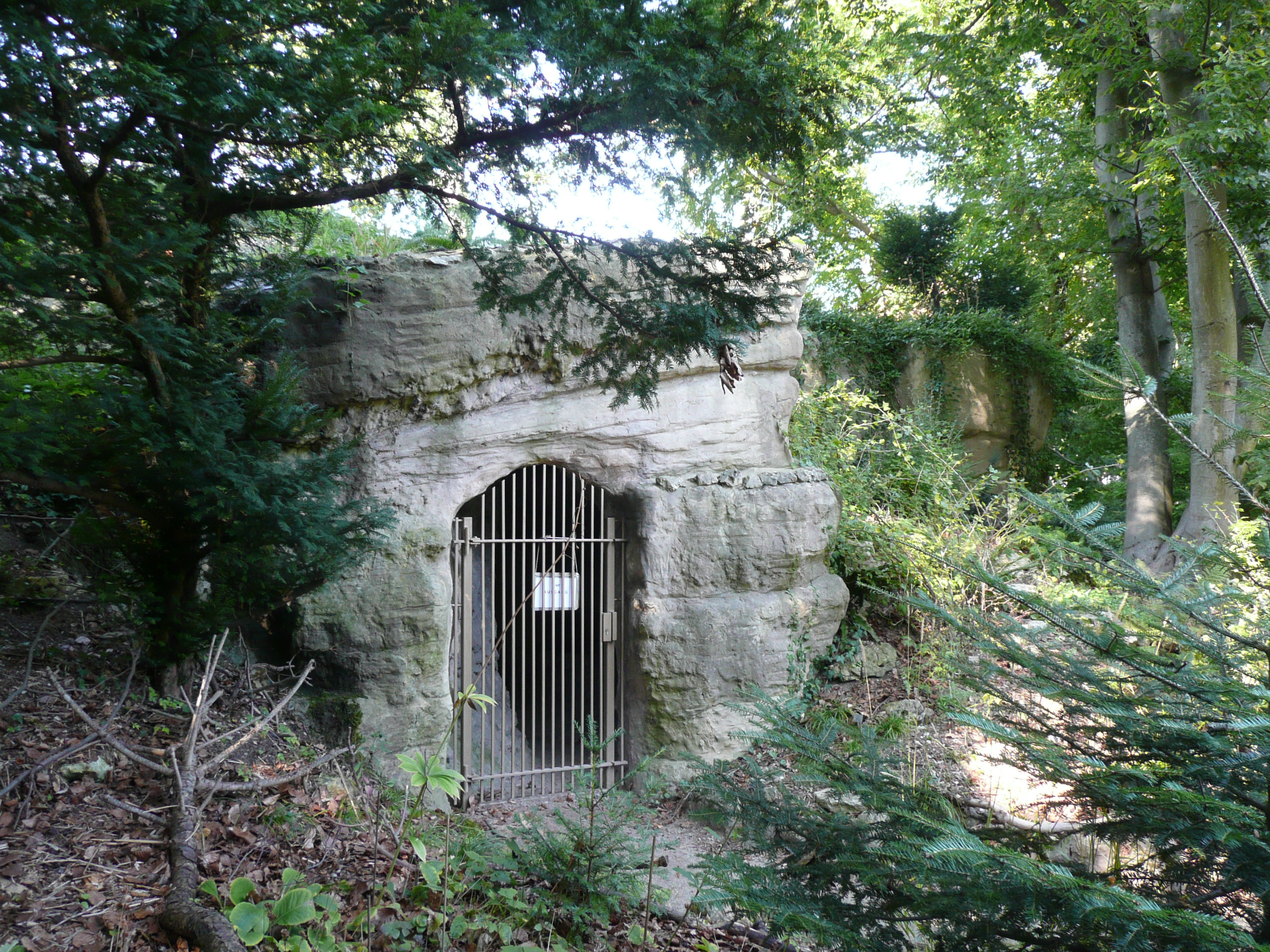
Neischl-Grotte

Von 1901 bis 1920 war Hans Solereder Direktor des Botanischen Gartens. Er erweiterte den Pflanzenbestand und ließ eine Biologische Anlage nach Innsbrucker Vorbild anlegen. Adalbert Neischl stiftete dem Botanischen Garten 1907 die Nachbildung einer Tropfsteinhöhle, die sog. Neischl-Grotte, die zu bestimmten Zeiten zugänglich ist. Nach Solereder leiteten Peter Claussen (1920–1922) und Kurt Noack (1922–1930) den Botanischen Garten.
Unter dem Gartenvorstand Julius Schwemmle (1930–1945 und 1948–1962) wurden zunächst mehrere Gewächshäuser erneuert; der Pflanzenbestand wurde gezielt ausgebaut. Diese Entwicklung wurde durch Überlegungen zur Verlegung des Botanischen Gartens ausgebremst, auf dem Gelände sollten verschiedene Universitätsinstitute errichtet werden. Während des Zweiten Weltkriegs erlitt das große Gewächshaus Granattreffer. 1958 wurde ein Anbau am Botanischen Institut fertiggestellt. Von 1961 bis 1963 wurden die Gewächshäuser vollständig neu errichtet und ihre Grundfläche auf 1510 m² vergrößert. Schwemmle nutzte größere Flächen im Garten zum Anbau von Nachtkerzen für pflanzengenetische Versuche. 1963 legte man auf diesen Flächen die Biologieanlage an sowie den Sommerstandort für subtropische Pflanzen.
Nachfolger Schwemmles war Wolfgang Haupt, der die Verwaltung des Gartens bald dem Pflanzensoziologen und Pflanzensystematiker Adalbert Hohenester überließ. Von 1968 bis 1985 war Hohenester Gartenvorstand. Ein 1975 von Günther Grzimek vorgelegtes Gutachten zur Umgestaltung des Schlossparks sah für den Botanischen Garten Liegewiesen und eine Cafeteria vor. Diese Vorschläge wurden allerdings nie verwirklicht.
Das neue Alpinum wurde 1968 fertiggestellt, ein neues Wirtschaftsgebäude 1972. Die Umgestaltung des Arzneigartens, in dem die Pflanzen nach ihren Wirkstoffen angeordnet sind, wurde 1978 abgeschlossen. Mit Spendenmitteln konnte 1998 die Errichtung eines 90 m² großen Gewächshauses für Pflanzen der Kanarischen Inseln begonnen werden. Seit 1990 betreut der Botanische Garten auch den Aromagarten.
Donat-Peter Häder wurde 1988 auf den Lehrstuhl für Botanik berufen, damit wurde er auch Direktor des Botanischen Gartens. Gegenwärtig ist Markus Albert Direktor des Gartens.

## Freundeskreis
Seit März 1998 gibt es den Freundeskreis des Botanischen Gartens Erlangen e. V. (FBGE), der sich den Erhalt des Botanischen Gartens und die Verankerung des Gartens im Bewusstsein der Öffentlichkeit sowie die weitere kostenlose Zugänglichkeit für die Bevölkerung zum Ziel setzt.